# Süreyya Ağaoğlu

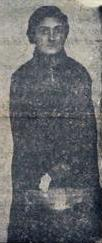
Süreyya Ağaoğlu

Süreyya Ağaoğlu (1903, Şuşa – 29 december 1989, Istanbul) was een Turks-Azerbeidzjaanse schrijfster, jurist en de eerste vrouwelijke advocaat in de Turkse geschiedenis.

## Levensloop

### Eerste jaren
Süreyya Ağaoğlu werd geboren in 1903 in de stad Şuşa, toen nog onderdeel van het Russische rijk. Zij was van Azerbeidzjaanse afkomst. Haar vader was Ahmet Ağaoğlu, een prominente denker, schrijver en Azerbeidzjaanse politicus, die later ook een politicus in Turkije werd. Hij was een van de grondleggers van het panturkisme. Haar moeders naam is Sitare. Süreyya was het oudste kind van het gezin met vijf kinderen. Haar moeder stierf al in 1910 toen Süreyya nog een kind was.
Omdat haar vader dreigde te worden vervolgd voor zijn politieke activiteiten, emigreerde zij met haar familie in 1910 naar Turkije. Vanwege het werk, ideologie en connecties van haar vader, doorbracht ze haar jeugd in Turkije vaak onder de intellectuelen van de Turkse Haarden en de vriendenkring van Mustafa Kemal Atatürk, de grondlegger en eerste president van Turkije. Zij ontmoette Atatürk meerdere keren persoonlijk samen met haar vader.

### Advocaatschap
Na voltooiing van de middelbare meisjesschool van Istanbul in 1920 probeerde Süreyya zich in te schrijven aan de rechtenfaculteit van de Darülfünun (de latere Universiteit van Istanbul). Ze werd eerst niet geaccepteerd door de rector van de faculteit, waar toen alleen maar mannelijke studenten studeerden. Süreyya, die toen al geen hoofddoek droeg voordat dat voor vrouwen in Turkije gebruikelijk werd, kreeg van de rector te horen, dat ze eerst minstens twee andere vrouwelijke studenten moest vinden vooraleer ze toegelaten kon worden. Ze nam toen twee van haar vriendinnen (Melda en Bedia) mee en werd toen wel toegelaten. Op de rechtenfaculteit werden kregen mannelijke en vrouwelijke studenten gescheiden les. In de ochtend de mannen en in de middag de vrouwen. De rector vertelde Süreyya, dat ze een hoofddoek moest dragen, maar Süreyya weigerde dit. Een paar jaar later toen Atatürk de vrouwenrechten verbeterde in Turkije en de Darülfünun hervormde tot de Universiteit van Istanbul, zouden dit soort situaties niet meer voorkomen.
Na haar afstuderen aan deze faculteit in 1925, werkte zij in Ankara bij de Raad van State Tanzimat. Zij werd op 5 december 1927 ingeschreven bij de Orde van Advocaten van Ankara. In 1928 kreeg ze haar zelfstandige vergunning en verkreeg ze de titel van "Turkije's eerste vrouwelijke advocaat", als zodanig zette ze haar carrière als advocaat haar hele leven voort. In 1936 werd zij overgeplaatst vanuit de balie van Ankara naar de balie van Istanbul. Op een gegeven moment werkte ze als assistent van de uit Duitsland verbannen professor Andreas Bertalan Schwarz (rechtswetenschap) en Türkan Rado aan de Universiteit van Istanbul.

### Internationaal
In 1945 aanvaardde ze een functie als Turks juridisch adviseur bij het bedrijf Edwards in Londen en werkte tot 1959 afwisselend een half jaar in Londen en de andere helft in Turkije. Ze is de auteur van de boeken What I Saw in London (Londra'da Gördüklerim) en One Life Has Passed Just Like This (Bir Hayat Böyle Geçti), waarin ze veel juridische kwesties besprak en biografische informatie over haar vader schreef.
Ze kon Engels en Frans spreken en vertegenwoordigde Turkije op verschillende internationale conferenties. Als resultaat van haar initiatief stelde de Istanbul Bar Association haar in staat om lid te worden van de International Bar Association in 1946. Zij bleef tussen 1946 en 1960 het enige vrouwelijke bestuurslid van deze vakbond. In 1948 werd ze lid van de in Berlijn opgerichte Internationale Advocatencommissie. Ze werd lid van de International Women's Lawyers Association in 1952. In 1960 werd ze verkozen als vertegenwoordiger van de Unie van Vrouwelijke Advocaten bij de Verenigde Naties (VN) van Genève. In de jaren 1980-1982 werd ze de vicepresident van de Federatie van Vrouwenadvocaten.
Ze was betrokken bij de oprichting van belangrijke niet-gouvernementele organisaties, waaronder de Turkse Vereniging van Vrouwenadvocaten, waarvan ze voorzitter was in de jaren 1996-2000, de Universiteitsvrouwenvereniging, de Vereniging voor het Verspreiden van Vrije Ideeën, de Istanbul Club van Soroptimisten, de Turks-Amerikaanse studentenvereniging en de Vereniging van Kindervrienden (opgericht in 1948).

### Staatsgreep van 1960
Bij de Turkse staatsgreep van 1960 door het Turkse leger werden meerdere leden van regerende Demokrat Partisi (Democratische Partij) van Adnan Menderes gearresteerd. Haar broer Samet Ağaoğlu, die lid was van de Demokrat Partisi, werd toen ook gearresteerd. Als advocaat verdedigde zij haar broer vervolgens bij de Yassıada-rechtbanken, die op het eiland Yassiada werden gehouden. In die tijd ging ze ook de politiek in als lid van de nieuw gevormde Yeni Türkiye Partisi (Nieuw-Turkije Partij) van de politicus Ekrem Alican en werd ze de partijleider van de afdeling in Istanbul. Zijn broer kreeg gratie in 1964, na een hele tijd gevangen te hebben gezeten op het eiland Yassiada.

### Overlijden
Nadat ze op 29 december 1989 een paneldiscussie over "Vrouwenrechten en modernisering" in Istanbul bijgewoond had en deze achterliet, kwam ze ten val, waarbij ze een hersenbloeding opliep. Süreyya Ağaoğlu stierf diezelfde dag op 86-jarige leeftijd. Ze werd begraven op haar familiebegraafplaats Ağaoğlu op de Feriköy-begraafplaats van Istanbul.

## Priveleven
In 1950 trouwde ze met de Duitse advocaat Werner Taschenbreker, waarvan ze weer scheidde in de jaren zestig. Uit hun huwelijk zijn echter geen kinderen voortgekomen.
Süreyya had nog een jongere zus en 3 jongere broers. Haar zus Tezer Taşkıran werd een schrijver, politicus en lerares. Haar broer Abdurrahman Ağaoğlu werd een ingenieur en zakenman. Haar broer Samet Ağaoğlu werd een dichter en politicus. Haar jongste broer Gültekin Ağaoğlu werd een arts.

## Boeken
Süreyya Ağaoğlu is de auteur van de volgende boeken:
- Londra'da Gördüklerim (What I Saw in London), 1948
- Bir Hayat böyle geçti (One Life Has Passed Just Like This), 1975
- Sessiz Gemiyi Beklerken (While Waiting For The Silent Schip), 1982